# Аутомобилизам
Аутомобилизам је назив за све облике спортских такмичења у којима се користе моторна возила на четири точка. Основни циљ у појединачним тркама је да се за најкраће време пређе одређен број кругова или да се за одређено време пређе што већи број кругова. Листа на крају трке се формира у зависности од потрошеног времена, где прво место заузима такмичар са најкраћим временом, друго одмах после њега и тако даље. Возачи који из било ког разлога започну, али не заврше трку ће такође бити на финалној листи. Међутим, њихова места ће бити на самом дну табеле, и то последње место ће заузети возач који се први повукао из трке. Код већине трке, није неопходно проћи комплетну стазу, већ ће се рачунати да је возач успешно завршио трку уколико пређе одређену такмичарску дистанцу (на пример, у Формули 1, довољно је да возачи пређу 90% пуно стазе, те ће се рачунати као да су завршили трку). Постоје бројне категорије аутомобилских такмичења, сваки са различитим правилима и прописима, као што су обавезна заустављања ради техничке провере и ауто регулатива, којих се сви такмичарски аутомобили и возачи морају придржавати.

## Категорије такмичења
- формула 1 је најпознатије такмичење ове врсте, у коме се тркају посебно конструисани аутомобили једноседи;
- рели представља етапну трка аутомобила, а два најпознатија релија су Рели Дакар, који је дуги низ година почињао у Паризу (и звао се Рели Париз-Дакар) и Светско првенство у релију.
- кружне трке,
- брдске трке
- вожње спретности,
- картинг итд.

## Историја
Прва трка са преаранжираним мечевима два аутомобила са сопственим погоном преко договорене руте се одвила у 4:30 сати 30. августа 1867, између Аштона под Лајмом и Олд Трафорда, на растојању од осам миља. Победило је возило Исака Вата Болтона.
Трке аутомобила са унутрашњим сагоревањем су почеле ускоро након конструкције првог успешног аутомобила на моторни бензин. Прво такмичење је одржано 28. априла 1887, у организацији главног едитора париског журнала Le Vélocipède, Месјеа Фосиера. Тркачка стаза је била дуга 2 km (1,2 mi), од Нејиевог моста до Булоњске шуме.
Дана 22. јула 1894. париски магазин Le Petit Journal је организовао оно што се сматра првим светским аутомобилистичким такмичењем, од Париза до Руана. Сто два такмичара су платила улазницу од 10 франака.
Прва америчка аутомобилистичка трка се генерално сматра да је одржана на Дан захвалности под именом трка Чикаго Тајмс-Хералд дана 28. новембра 1895. Прво покривање догађаја изазвало је значајан амерички интерес у аутомобиле.
Са ауто конструкцијом и тркама којима доминира Француска, француски аутомобилски клуб АЦФ је организовао низ великих међународних трка, обично од или до Париза, повезујући се са другим великим градом, у Француској или другде у Европи.
Брукландс, u Сурију, је био прво наменски уграђени моторни тркачки простор, отворен јуна 1907. Он је садржао 4,43 km (2,75 mi) бетонску стазу са закошеним кривинама ради вожње великом брзином.
Једна од најстаријих постојећих наменски изграђених аутомобилских тркачких стаза у Сједињеним Државама, која је још увек у употреби, је 2,5-миље (4.02 km)-дуга Индианаполис мотор Спидвеј у Спидвеју у Индијани). То је највећа локација за спортске сврхе било које врсте широм света, са врхунским капацитетом од око 257.000+ седишта.
-NASCAR}- је основао Бил Франс Старији 21. фебруара 1948, уз помоћ неколико других возача тог времена. Прва NASCAR "Strictly Stock" трка је одржана 19. јуна 1949, у Дејтони Бич у Флориди.
Од 1962, спортски аутомобили су привремено били у сенци ГТ аутомобила, те је ФИА заменила Светско првенство за спортске аутомобиле са Међународним првенством за ГТ произвођаче.
Од 1972. до 2003, NASCAR премијерне серије су називане Винстон куп серије, а спонзорисао их је Винстон бренд цигарета фирме -R. J. Reynolds Tobacco Company}-. Промене које су произашле из РЈР учешћа, као и смањење распореда са 48 на 31 трка годишње, успоставили су 1972. као почетак NASCAR-ове „модерне ере”.
IMSA GT серија је еволуирала у америчку серију Ле Манс, која је имала своју прву сезону 1999. године. Европске трке су временом постале блиско сродне са Ле Манс серијом, обе од којих покривају прототипе и ГТ аутомобиле.

### Трке у Србији
Прве аутомобилске трке у Београду и Србији одржане су 24. јуна 1923. Српски Ауто-Клуб их је организовао на Бањици, на старом тркалишту Кола јахача на коме је направљена стаза "елипсастог облика у дужини 2 километра и 200 метара". Чувена је трка око Калемегдана 1939.